# 前738年
| 千纪： | 前1千纪 |
| 世纪： | 前9世纪 \| 前8世纪 \| 前7世纪 |
| 年代： | 前760年代 \| 前750年代 \| 前740年代 \| 前730年代 \| 前720年代 \| 前710年代 \| 前700年代 |
| 年份： | 前743年 \| 前742年 \| 前741年 \| 前740年 \| 前739年 \| 前738年 \| 前737年 \| 前736年 \| 前735年 \| 前734年 \| 前733年 |
| 纪年： | 癸卯年（免年）；周平王三十三年；魯惠公三十一年；齊莊公五十七年；晉孝侯元年；曲沃桓叔七年；秦文公二十八年；楚武王三年；宋宣公十年；衛莊公二十年；陳桓公七年；蔡宣公十二年；曹桓公十九年；鄭莊公六年；燕鄭侯二十七年；杞武公十三年 |

## 大事記
- 楚國入侵申國。[1]